# RDS-3

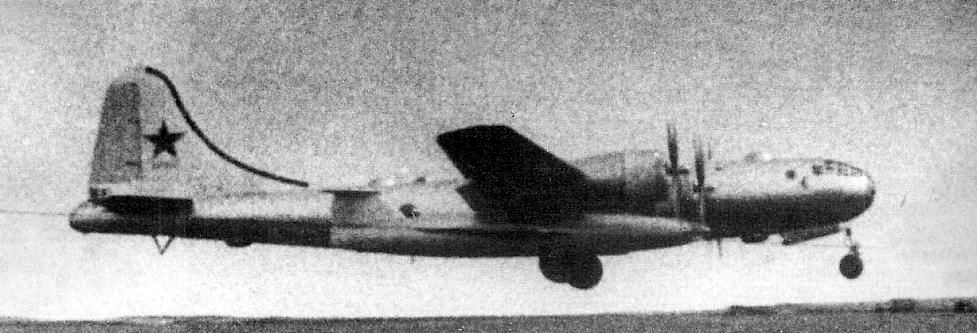
Tupolev T-4

RDS-3 (en ruso: РДС-3), también conocida como Mariya, es el nombre clave de una cabeza nuclear creada por la Unión Soviética. Fue el tercer dispositivo nuclear probado por los soviéticos. El primer experimento fue realizado el 18 de octubre de 1951, en el Sitio de pruebas de Semipalatinsk.

## Diseño
La RDS-3 era un dispositivo nuclear de fisión intensificada de tipo implosión, la cual tenía una carga nuclear compuesta levitante, con un "corazón" de plutonio-239 y un "casco" o "concha" de uranio-235. El diseño fue realizado a partir de la experiencia obtenida de la prueba de la RDS-1 el 29 de agosto de 1949 junto con la RDS-2, de la cual se diferenciaba únicamente en la composición de la carga nuclear. Ambos dispositivos utilizaban el diseño de carga levitante. La RDS-3 tenía un rendimiento nominal aproximado de 40 kilotones y era desplegable por aviones Tu-4 y Tu-16.

## Historia
En el momento en que los soviéticos realizaron su primera detonación nuclear, en 1949, pudieron ver las falencias de los primeros diseños de armas atómicas. La primera bomba, que fue llamada RDS-1, era una copia de la Fat man estadounidense, un diseño simple de implosión de plutonio. El siguiente paso en el programa nuclear soviético sería mejorar los diseños de armas nucleares. Con la experiencia obtenida por los estadounidenses en 1948 durante la Operación Sandstone, durante la cual se estudió el diseño nuclear de "carga levitante", la implosión en armas de uranio-235 y uranio/plutonio, la cantidad mínima de explosivos requeridos para iniciar la fisión y la investigación del comportamiento de modelos de espesor variable ante la temperatura, los soviéticos comenzaron un programa de estudios análogos en 1951, durante el cual se trabajó en dos diseños: la RDS-2 y la RDS-3, ambos dispositivos "hermanos", que se diferenciaban en la composición de la carga nuclear. Luego de la construcción de las bombas, se planificó la detonación de estas, ambas en el mismo año. La RDS-2 se detonó el 24 de septiembre de 1951, y la RDS-3 se detonó el 18 de octubre del mismo año, pero hubo una particularidad en estas pruebas: la primera se detonó en una torre, mientras que la segunda sería arrojada desde un avión, por acuerdo entre el equipo de construcción, que pedían una detonación en torre para estudiar mejor la pruebas, y los líderes del programa, que querían probar el lanzamiento aéreo de las bombas, con el fin de estudiar la capacidad de los aviones Tu-4 como portadores de bombas.
Paralelamente, dentro de las mejoras realizadas en los diseños de las primeras bombas nucleares soviéticas, en Arzamas-16 se comenzaron a realizar estudios en 1950 sobre la mejora de los iniciadores de neutrones. Los científicos buscaban lograr la automatización de los iniciadores y el uso de iniciadores externos. En 1952 se logró obtener el primer diseño, el cual fue implementado a una bomba RDS-3. Este dispositivo, llamado RDS-3I, fue el primer dispositivo nuclear soviético que poseía un iniciador de neutrones externo, y fue probado con éxito el 23 de octubre de 1954 en Semipalatinsk.

## Pruebas
A continuación se citan las pruebas con dispositivos RDS-3 conocidas. El número corresponde a la denominación que tienen las pruebas en las listas soviéticas oficiales (1996-1999).

### Joe-3(N° 3), la primera prueba
La primera prueba del dispositivo RDS-3 ocurrió el 18 de octubre de 1951, a las 3:53 (GMT). Por motivos de seguridad, la bomba fue ensamblada con la carga nuclear poco antes de su prueba. El dispositivo fue lanzado desde un avión Tu-4 a 10 km de altura, en el Sitio de pruebas Semipalatinsk, a 2,5 km de donde se realizaron las pruebas de RDS-1 y RDS-2 (por el corto intervalo de tiempo con la prueba anterior, que produjo una importante contaminación), estallando a una altura de 380 metros con un rendimiento de 42 kilotones. La explosión fue vista a 170 km de distancia. Esta fue la primera prueba nuclear soviética con una bomba arrojada desde el aire. La detonación fue exitosa y el diseño de la bomba fue enviado para su reproducción, haciendo que en 1953 el arma entrara en servicio como parte del arsenal militar. La prueba fue apodada Joe-3 por los estadounidenses y figura como la prueba N° 3 en los registros soviéticos oficiales.

### Joe-12(N° 16)
El 23 de octubre de 1954, en el Polígono de Semipalatisk, se llevó a cabo un experimento encabezado por el comité KB-11 y bajo órdenes de Yuli Khariton. La bomba utilizada, llamada RDS-3I, era un dispositivo RDS-3 mejorado con un iniciador de neutrones externo, y su detonación constituyó la primera prueba nuclear soviética con esta tecnología . En el área P-5, Semipalatinsk, se estimó un tiempo desfavorable para el día de la prueba, con vientos en dirección 90-130°. La bomba fue arrojada desde un avión y explotó a 410 m del suelo, y su rendimiento fue de 62 kilotones, incrementándose el rendimiento original de la bomba cerca de un 50%. Después de la explosión la nube radiactiva se dirigió en dirección a 100°. Los aviones de monitoreo establecieron que cerca de la superficie, a 80 km del epicentro de la explosión, la dosis total de radiación no excedía la proporcionada por una radiografía, y por lo tanto no se tomaron medidas de seguridad especiales.